# Gale Henry

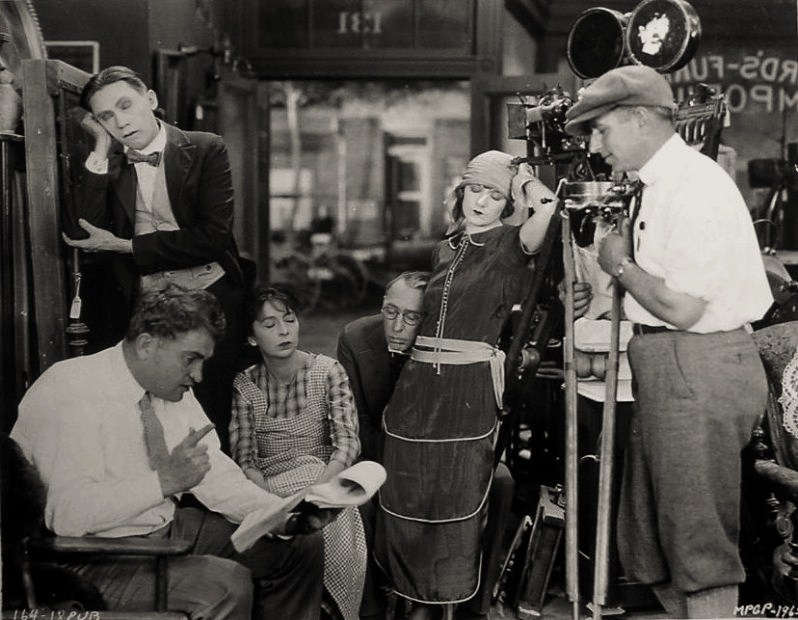
Gale Henry tra il regista Edward F. Cline e Tully Marshall. In piedi: Victor Potel, Viola Dana e il cameraman John Arnold.

Gale Henry, nata Gale Trowbridge (Bear Valley, 15 aprile 1893 – Palmdale, 17 giugno 1972), è stata un'attrice statunitense.

## Biografia
Nata il 15 aprile 1893, Gale Henry diventò un'attrice caratterista di spicco che nella sua carriera cinematografica, iniziata nel 1914 e durata fino al 1933, prese parte a 268 film.
Nel 1923, l'attrice e suo marito, Henry Beast, iniziarono l'attività di addestratori di cani che dovevano recitare al cinema. I loro canili, situati alla periferia di Hollywood, sfornarono alcuni dei cani più famosi del cinema, incluso Skippy, il terrier che diventò una star come Asta nel film L'uomo ombra.

## Filmografia
- A Tale of a Turk, regia di William Beaudine (1916)
- The Shame of the Bullcon, regia di Allen Curtis (1917)
- The Tightwad, regia di Allen Curtis – cortometraggio (1917)
- Acqua nel cervello (Water on the Brain), regia di Allen Curtis (1917)
- Secret Servants, regia di William Beaudine (1917)
- Cave Man Stuff, regia di Allen Curtis (1918)
- Who's to Blame?, regia di Allen Curtis (1918)
- Nothing but Nerve, regia di Allen Curtis (1918)
- The Borrowed Baby, regia di Allen Curtis (1918)
- The Hunch, regia di George D. Baker (1921)
- Held to Answer, regia di Harold M. Shaw (1923)
- Hollywood, regia di James Cruze (1923)
- Along Came Ruth, regia di Edward F. Cline (1924)
- Changing Husbands, regia di Paul Iribe, Frank Urson (1924)

- Bigger and Better Blondes, regia di James Parrott - cortometraggio (1927)